# Серво (Белуно)
Серво (итал. Servo) је насеље у Италији у округу Белуно, региону Венето.
Према процени из 2011. у насељу је живело 219 становника. Насеље се налази на надморској висини од 618 м.